# Микстер, Уильям Гилберт
Уильям Гильберт Микстер (William Gilbert Mixter) (1846, Диксон, штат Иллинойс — 1936) — американский ученый-химик, автор учебника «An Elementary Text-book of Chemistry». Микстер был назначен на вновь созданную кафедру химии в Йеле и работал в качестве профессора до 1913 г., после чего был почетным профессором в течение 23 лет.

## Биография
Микстер родился в 1846 году в Диксоне, штат Иллиноис, в семье Джорджа Микстера (Yale B.A. 1836) и его жены Сьюзан Элизабет, в девичестве Гилберт. Он окончил Rock Island High School, штат Иллиноис, и продолжил образование в Йельском университете, где закончил бакалавриат в 1867 г. Затем он получил должность ассистента по химии, которую Микстер занимал в период с 1868 по 1870 гг. В качестве преподавателя по химии он работал в 1870-1872 и 1874-1875 гг. Назначение прервалось на два года, которые Микстер провел в Европе, где в первый год он работал ассистентом у Бунзена (R. W. Bunsen) в Гейдельбергском университете, а во второй – с Августом Гоффманом в Берлине.

## Научные исследования
Микстер опубликовал 33 статьи индивидуального авторства в American Journal of Science, который был основан Бенджамином Силлиманом Старшим в 1818 году, 19 в American Chemical Journal, основанном в 1879 году Иром Ремсненом (IraRemsen), две в Journal of the American Chemical Society и две, описывающие его работу в Германии в начале 1970-х, в европейских химических журналах. Он занимался органической химией, работы по которой публиковал в основном в журнале Ремснена, термохимией, публикуемой в American Journal of Science.

### Исследования в области неорганической химии
Его первая публикация была о двух силикатных минералах, найденных в шахте Нью-Джерси. Виллемит – силикат цинка, SiO2·2ZnO, который окрашен в желтый или зеленый цвета, если содержит примеси марганца. Тефроит был аналогичным силикатом марганца, SiO2·2MnO, содержащим некоторое количество цинка.
Во второй публикации Микстер описал метод оценки количества серы в различных соединениях путем рассмотрения реакции горения в кислороде, далее эта смесь проходит через платиновую сетку, раствор брома в соляной кислоте (он нужен для окисления в SO3), после чего смесь поглощается водой, и, наконец, последней стадией является осаждение сульфата бария. Таким способом были изучены уголь, железный колчедан, сырая сера, сероуглерод и шерсть. Кислород, используемый в этом процессе, получали из хлората калия, иногда по реакции хлората калия и диоксида марганца, последний, причем, был также загрязнен серой и требовал холостого определения. Вулканизированную резину избегали использовать в критически важных частях аппарата.
Рецензент журнала Сhemical News отметил, что невозможно полностью оценить работу Микстера без взгляда на гравюру, на которой был изображен прибор. После этого журнал опубликовал в следующем выпуске всю работу целиком. Почти десять лет спустя Микстер возвратился к анализу серы, на этот раз в газовых потоках, и предложил уточнения в методах, используемых другими химиками. 

### Исследования в области термохимии
Следующая работа Микстера была фактически опубликована с его сотрудником Дана (E. S. Dana) в Annalen Юстутса Либега, хотя и была описана также в American Journal of Science. Она касалась удельной теплоемкости трех элементов. Авторы отметили, что определения были проведены в Хейделберге (Heidelberg), в лаборатории Роберта Бунзена, которого они благодарили за поддержку. Термохимия должна была стать основной деятельностью для Микстера, но воздействие органической химии в Берлине воспламенило интерес во второй области исследований, в которой он также широко публиковался. Три статьи в American Journal of Science и одна в American Chemical Journal в 1877-1879 гг. Описывали получение сульфатов и нитратов аминосеребра из алифатических и ароматических аминов, а также сопутствующая статья Дана описывала габитус кристалла одного из соединений, полученных Микстером. В период до появления рентгеновской дифракции кристаллография состояла из классификации габитусов кристаллов и измерения углов.
После смены столетия Микстер приступил к серии исследований с газами и газовыми смесями, в первом из которых он исследовал термическое разложение ацетилена и других «эндотермических газов»: азота, циана и оксидов азота. Исследуя взрывы смесей газов с кислородом, он обнаружил, что ниже определенного давления реакция не являлась самораспространяющейся. Микстер выдвинул гипотезу, что причиной этого была «нерегулярность соударения молекул, имеющих необходимую для образования химического соединения внутреннюю энергию». Этот вывод Микстера опирался на недавно возникшую концепцию в физической химии: кинетическую теорию газов, и, хотя его вывод был нематематическим, он мог помочь в признании этой теории «работающего в гордом одиночестве в Йеле» Гиббса. Дальнейшее исследование взрывных смесей ацетилена и кислорода показало наличие ацетилена после протекания реакции. Микстер не стал приписывать этот ацетилен к непрореагировавшей части, а указал, что он был получен в результате повторного синтеза, в поддержку этой гипотезы он указал, что в эвдиометре были обнаружены другие углеводородные соединения. Затем он также показал, что синильная кислота образуется по взрывной реакции ацетилена и аммиака.
Затем Микстер начал проводить ряд исследований по теплотам образования оксидов металлов. Окислителем являлся оксид натрия (пероксид натрия), который позволяет проводить реакции окисления, недоступные для молекулярного кислорода, и получить результаты, основанные на известной теплоте сгорания пероксида натрия для случаев, при которых другие способы, как измерение теплоты нейтрализации, не были применимы. В следующей работе, которая стала предтечей серий работ из 18 статей в течение следующих 17 лет, он поставил своей целью «определить, оказывает ли положение вещества в периодической таблице и величина атомного веса элемента выраженное влияние на» теплоты таких реакций. Это предложение было рассмотрено в детальном обзоре им, а также другими учеными — в особенности Julius Thomsen (1826-1909 гг.). Он обнаружил, что в подгруппах наблюдается хорошая линейная зависимость между теплотой окисления и атомным весом, а аномалии могут возникать из-за экспериментальных ошибок, что требует дальнейших исследований. Он также призвал обратить внимание на термохимию редких элементов.
Его окончательная термохимическая статья содержала обзор реакций с участием пероксида натрия, «единственно известный способ нахождения теплоты окисления элементов, которые не сгорают в кислороде и образуют нерастворимые в кислотах оксиды». В статье он описал в деталях экспериментальные методы и отметил, что «серебряная бомба весила 472 грамма после изготовления, а стала весить 465 после восьми лет использования. Потери обусловливаются коррозией, особенно из-за соединений серы, а также полировкой».

### Исследования в области органической химии
В Берлине у Микстера возрос интереc к исследованиям в области органической химии. Три статьи в American Journal of Science и одна в American Chemical Journal в 1877-1879 гг. Описывали получение сульфатов и нитратов аминосеребра из алифатических и ароматических аминов, а также сопутствующая статья Дана описывала габитус кристалла одного из соединений, полученных Микстером. В период до появления рентгеновской дифракции кристаллография состояла из классификации габитусов кристаллов и измерения углов.
Между 1879 и 1893 годами Микстер не публиковался в American Journal of Science, но вместо этого отправлял свои работы в American Chemical Journal, где была опубликована большая часть его статей (16 статей) по органической химии. Шесть из них касались работ в химии ациланилидов (с 1886 по 1889 гг.), они были опубликованы в соавторстве с его аспирантами Томасом Осборном, Conrad Henry Matthiessen, Joseph Osterman Dyer, Frank Otto Walther, Charles Percy Willcox и Felix Kleeberg.

## Педагогическая деятельность
В 1875 г., в возрасте 29 лет, Микстер был назначен на вновь созданную кафедру химии в Йеле и работал в качестве профессора до 1913 г., после чего он был почетным профессором в течение 23 лет, до тех пор пока не скончался от бронхопневмонии. В 1875 г. он женился на Аде Луизе Уэббер, она родила сына и дочь и умерла намного раньше него. В 1887 г. Микстер был награжден Йельским университетом (M.A. (Hon) by Yale). 
Микстер был ответственным за обучение первокурсников по химии на протяжении 38 лет. Современники называют его педантичным всесторонне подкованным в области химии преподавателем, который был глубоко заинтересован в экспериментальной работе и проведении показательных опытов.
После ухода Микстера на пенсию в 1913 г. президент Йеля A. T. Hadley писал в своем ежегодном докладе, что :
Микстер был одним из тех, кому мы могли доверить качество образования наших студентов Он был видным исследователем, который самоотверженно отдавался преподаванию и крайне доброжелательно относился к своим коллегам и студентам. Он был из тех, кого мы меньше всего хотели потерять — видный исследователь, неустанно преданный как учитель и идеал как человек в своем отношении к своим коллегам и студентам. Я не знаю, кого мы больше потеряли: советчика, преподавателя или пример для подражания.

## Семья (жена, дети)
Он женился на Аде Луизе Уэббер, она родила сына и дочь и умерла намного раньше него.

## Интересные факты
Умерев в 90 лет, Микстер давно уже пережил большинство своих современников, но его все равно помнили в Йеле, где вышли краткие, но лестные некрологи, в которых было указано, что «его данные в отраслях термохимии стали международными стандартами». В одном из них , он включен в список «нескольких наиболее известных химиков США».